# Gianni Sandri
Gianni Sandri (Udine, 4 settembre 1932) è un ex calciatore italiano, di ruolo attaccante.
Finita la carriera sportiva si è trasferito a Castellammare del Golfo.

## Carriera
Ha esordito in Serie A con la maglia dell'Udinese il 2 maggio 1954 in Bologna-Udinese (3-1).
Ha giocato in massima serie anche con la maglia del Palermo.